# Теодосије Антиохијски
Теодосије Антиохијски (око 424 — 529), назван Великим, први је установитељ и устројитељ монашког општежића у 6. веку.
Рођен је у области Кападокије, у селу Могариаси, од благочестивих родитеља. Као младић посетио Симеона Столпника, који га благослови, и прорече му велику славу духовну. С кадионицом, у коју стави хладно угљевље и тамјан, тражаше Теодосије место где би се настанио и основао манастир, и заустави се онде где се угљевље разгори само од себе. Ту се настани и отпоче подвизавати. Ускоро се сабра око њега много монаха разних језика. Зато он сагради по једну цркву за сваки језик, те се тако истовремено служило и појала слава Божја на грчком, јерменском, грузинском итд. Но у дан причешћа сва братија сабирала се у велику цркву у којој се служило на грчком језику. Трпеза је била заједничка за све, заједничка и сва имовина, заједнички труд, заједничко трпљење а неретко и — гладовање. Теодосије беше узвишени пример живота свима монасима, пример у труду, молитви, посту, бдењу и у свима хришћанским добродетељима. И Бог га обдари даром чудотворства, те могаше болне целити, на даљину се јављати и помагати, зверове укроћавати, будућност прозирати, хлеб и пшеницу умножавати. Беше му молитва на уснама дању и ноћу. Умро је 529. када је имао 105 година.
Српска православна црква слави га 11. јануара по црквеном, а 24. јануара по грегоријанском календару.